# Dominique Boschero
Dominique Boschero (* 27. April 1934 in Paris) ist eine französische Schauspielerin, die vor allem in Italien drehte.

## Leben
Boschero wuchs aus Kriegsgründen ab 1939 bei ihren italienischen Großeltern auf, bevor sie 1949 in ihre Geburtsstadt Paris zurückkehrte. Mit 18 ging sie ins Showgeschäft und war im Nouvelles Eve als Sängerin beschäftigt; 1956 wurde sie für den Film entdeckt und spielte ab den 1960er Jahren vorwiegend in italienischen Genrefilmen.
1975 zog sie sich – nur 1989 für die Fernseh-Soap Passioni unterbrochen – ins Privatleben nach Frassino zurück.  Dort engagiert sie sich für die Erforschung und den Erhalt der okzitanischen Sprache.

## Filmografie (Auswahl)
- 1956: Für Männer verboten (Club de femmes)
- 1960: Un dollaro di fifa
- 1961: I magnifici tre
- 1962: Der goldene Pfeil (La freccia d'oro)
- 1962: Heißer Hafen Hongkong
- 1962: Herkules, der Sohn der Götter (Ulisse contro Ercole)
- 1962: Wiedersehen für eine Nacht (La rimpatriata)
- 1964: Frühstück mit dem Tod
- 1964: Das Geheimnis der chinesischen Nelke
- 1964: Volles Herz und leere Taschen (…e la donna creò l'uomo)
- 1965: Bob Flemming hetzt Professor G. (Le spie uccidono a Beirut)
- 1965: Libido
- 1966: Joe Fleming rechnet ab (Furia a Marrakech)
- 1967: Argoman – Der phantastische Supermann (Come rubare la corona d'Inghilterra)
- 1967: Das Rasthaus der grausamen Puppen
- 1968: Anche nel West c’era una volta Dio
- 1968: Der letzte Zug nach Durango (Un treno per Durango)
- 1969: Schreie in der Nacht (Contronatura)
- 1971: Die Bestie mit dem feurigen Atem (L'iguana dalla lingua di fuoco)
- 1972: Los buitres cavarán tu fosa
- 1972: The Child – Die Stadt wird zum Alptraum (Chi l’ha vista morire?)
- 1972: Die Farben der Nacht (Tutti i colori del buio)
- 1975: Faccia di spia
- 1989: Passioni (Fernsehserie)